# Pierrette Favarger
Pierrette Favarger (Vevey, 29 novembre 1924 – Neuchâtel, 24 febbraio 2015) è stata una ceramista e scultrice svizzera.

## Biografia
Figlia di André-David Favarger, ingegnere topografo, e di Marguerite Junod, libraia. Dal 1942 al 1944 si formò come ceramista alla scuola di ceramica di Berna con Walter Burri e come scultrice nel 1945 alla scuola di belle arti di Ginevra con Maurice Sarkissoff. Nel 1956 sposò Manfred Gsteiger, professore di letteratura.
Aprì atelier a Berna nel 1951, a Peseux nel 1960 e in seguito a Neuchâtel. Fece parte dell'Accademia internazionale della ceramica dalla sua fondazione, avvenuta nel 1955. Con i suoi lavori di terracotta, che testimoniano il suo interesse per la figura umana, Favarger seppe imporre il proprio stile mantenendosi distante dalle tendenze artistiche di moda. Alcune sue opere fanno parte della collezione del Museo del Design di Zurigo.

## Mostre ed esposizioni
- 1969 - Céramistes suisses. Le Grand-Cachot-de-Vent, La Chaux-du-Milieu[3]
- 1973 - Céramique contemporaine. Musée des arts décoratifs, Losanna[3]
- 1977 - Eugen Willi, Aquarelle und Ölbilder. Jean-Claude de Crousaz, Pierrette Favarger, Renée Mangeat-Duc, Objekte aus Keramik. Galerie Atrium, Reinach[3]
- 1984 - 15 ceramisti svizzeri: Faenza 1984 - Mostra delle Nazioni. Musée des arts décoratifs, Losanna[3]
- 1984-1985 - 15 ceramisti svizzeri: Faenza 1984 - Mostra delle Nazioni. Museum Bellerive, Zurigo[3]
- 1990 - Pierrette Favarger. Anges, démons et Cie. Ditesheim & Maffei Fine Art, Neuchâtel[3]
- 1998 - Pierrette Favarger. Galerie Christine Brügger, Berna[3]
- 1999 - Pierrette Favarger. Musée d'art et d'histoire, Neuchâtel[3]
- 1999-2000 - Lustvolle Begegnungen. Galerie Christine Brügger, Berna[3]
- 2003 - Trouvailles V. Galerie Christine Brügger, Berna[3]
- 2004-2005 - Pierrette Favarger. Terres cuites & broderies. Louis Nussbaumer. Dessins. Galerie des amis des arts, Neuchâtel[3]
- 2006 - Pas si bête.... Hôtel de Ville, Yverdon-les-Bains[3]
- 2006 - Trouvailles. Künstler der Galerie. Galerie Christine Brügger, Berna[3]
- 2007 - A en perdre la boule... et pourtant elle tourne. Galerie de l'Hôtel de Ville, Yverdon-les-Bains[3]
- 2008 - Peinture fraîche! Les artistes. Galerie des amis des arts, Neuchâtel[3]
- 2008-2009 - Jeanne Lombard (1865-1945) et les artistes neuchateloises 1908-2008. Musée d'art et d'histoire, Neuchâtel[3]
- 2009 - Pierrette Favarger. Terre cuite. Galerie Christine Brügger, Berna[3]

## Premi e riconoscimenti
- Premio federale delle arti applicate (1955)[3]
- Premio federale delle arti applicate (1956)[3]